# Шведская церковь Святой Екатерины
Церковь Святой Екатерины — здание в псевдороманском стиле, в котором располагается евангелическо-лютеранский приход ЕЛКРАС. Расположена по адресу: Малая Конюшенная улица, 1, угол Шведского переулка. Богослужения проводятся регулярно на русском и шведском языках.

## История
Община организована в 1640 году в Ниеншанце. Первоначально входила в состав Церкви Швеции. После передачи Ингерманландии России по итогам Северной войны часть жителей была переселена в Санкт-Петербург. Собрания начались с 1703 года, их проводил в частном доме пастор Яков Майделин.
В 1734 году императрица Анна Иоанновна подарила общине участок в районе современного Невского проспекта, на котором была построена первая деревянная церковь во имя Святой Анны. В 1745 году шведская и финская общины разделились. Финская община осталась на прежнем месте — сейчас там находится Финская церковь Святой Марии, а шведы построили молитвенное строение на новом месте, на месте которого в 1767 году была построена каменная церковь Святой Екатерины. В дальнейшем церковь неоднократно перестраивалась. При церкви существовали приходская школа, приюты для мальчиков и девочек, богадельня, благотворительное учреждение. Среди прихожан церкви были семьи Нобель и Лидваль, ювелир Карл Фаберже. В этой церкви венчался Карл Маннергейм, будущий российский генерал и президент Финляндии.
Приход функционировал до 1934 года, когда был закрыт. В здании располагались
различные организации, последней из которых была детско-юношеская спортивная школа.
Деятельность прихода возобновлена в 1993 году. В 2005 году здание полностью передано общине. Лютеранский приход считается шведским, однако организационно он входит в ЕЛКРАС и не является приходом Церкви Швеции. Помимо лютеранского прихода в церкви святой Екатерины проводятся богослужения общины Церкви Англии.

## Архитектура

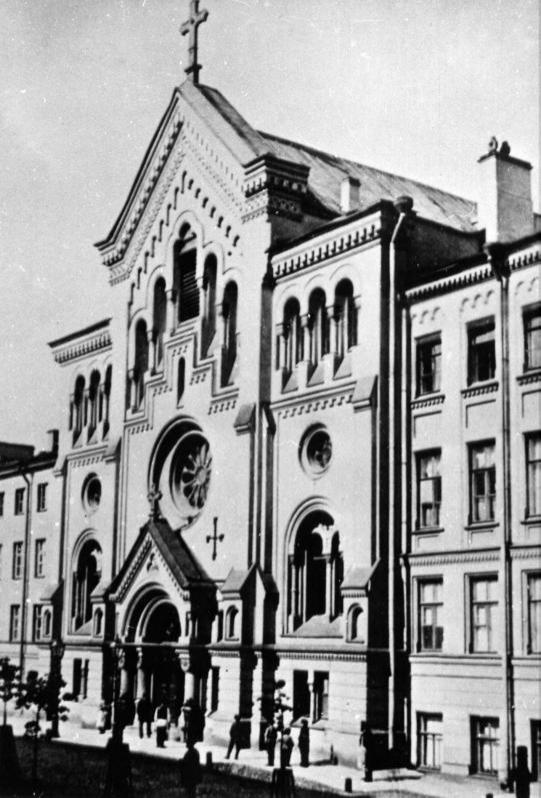
Церковь Св. Екатерины, начало 1900-х годов

- каменная церковь на 300 мест заложенная 17 мая 1767 года. Архитектор Ю. М. Фельтен.

Освящена 29 мая 1769 года.
- новая церковь на 1200 мест заложенная 28 декабря 1863 года по проекту архитектора К. К. Андерсона. Здание построено в псевдороманском стиле с окном-розой. Затраты на строительство здания составили 100 тысяч рублей. Главным ктитором стал граф А. Армфельт, а император Александр II пожертвовал 5 тысяч рублей. Религиозные картины были написаны профессором Н.Тиршем из Мюнхена. Так же в церкви был установлен орган. Церковь была освящена 28 ноября 1865 года. Здание существует по настоящее время.

## Пасторы, служившие в приходе
- Jacob Meidelin (до 1729 года)
- Juhann Terne (1729)
- Gustav Levanus (1730—1749)
- Isaak Hugberg (1749—1783)
- Emmanuel Indrenius (1784—1792)
- Juhann Genrik Signeus (1793—1798)
- Nils Adolf Donner (1799—1800)
- Karl Tavast (1801—1825)
- Erik Gustaf Ehrström (1826—1835)
- Густав Фридрих Цандт (1836—1881)

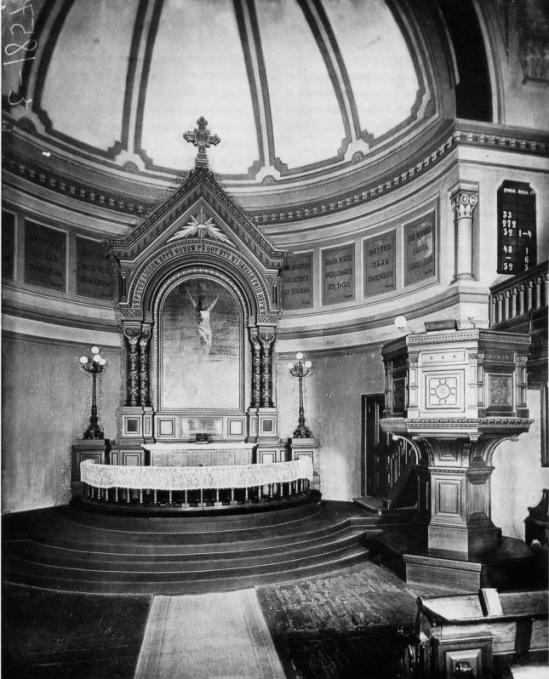
Алтарь церкви св. Екатерины в начале XX века

- Lars Peter Reinhold Hofren (1881—1884)
- Herman Kajanus (1885—1913)
- Nils Arthur Malm (1913—1918)
- Selim Hjalmari Laurikkala, (1932—1934)